# Valentina Siccardi
Valentina Siccardi (Brindisi, 2 aprile 1982) è un'ex cestista italiana.
Guardia di 182 cm, ha giocato in Serie A1 con Viterbo, Montichiari e Taranto.

## Carriera
Ha esordito nella Futura Brindisi dove vanta la conquista di uno Scudetto Cadette.
Nella stagione 2003 la guardia-ala è passata alla Virtus Viterbo in A1 dove è rimasta sino al 2008, escludendo una parentesi nel Montichiari nella stagione 2006/2007.
Dall'agosto 2008 è parte integrante della rosa del Cras Taranto.
Nella stagione 2009-10 è stata il capitano della squadra ed ha conquistato la SuperCoppa Italiana e lo Scudetto.
Nella stagione 2011-12 ha vinto con il Cras la scudetto e la Coppa Italiana.

## Statistiche

### Cronologia presenze e punti in Nazionale
| Cronologia completa delle presenze e dei punti in Nazionale - Italia | Cronologia completa delle presenze e dei punti in Nazionale - Italia | Cronologia completa delle presenze e dei punti in Nazionale - Italia | Cronologia completa delle presenze e dei punti in Nazionale - Italia | Cronologia completa delle presenze e dei punti in Nazionale - Italia | Cronologia completa delle presenze e dei punti in Nazionale - Italia | Cronologia completa delle presenze e dei punti in Nazionale - Italia | Cronologia completa delle presenze e dei punti in Nazionale - Italia |
| Data                                                                 | Città                                                                | In casa                                                              | Risultato                                                            | Ospiti                                                               | Competizione                                                         | Punti                                                                | Note                                                                 |
| -------------------------------------------------------------------- | -------------------------------------------------------------------- | -------------------------------------------------------------------- | -------------------------------------------------------------------- | -------------------------------------------------------------------- | -------------------------------------------------------------------- | -------------------------------------------------------------------- | -------------------------------------------------------------------- |
| 26-7-2007                                                            | Cavalese                                                             | Italia                                                               | 55 - 61                                                              | Russia                                                               | Amichevole                                                           | 0                                                                    | [ 4 ]                                                                |
| 27-7-2007                                                            | Cavalese                                                             | Italia                                                               | 85 - 76                                                              | Russia                                                               | Amichevole                                                           | 8                                                                    | [ 5 ]                                                                |
| 12-8-2007                                                            | Bormio                                                               | Italia                                                               | 63 - 59                                                              | Bulgaria                                                             | Torneo amichevole                                                    | 0                                                                    | [ 6 ]                                                                |
| 16/02/2011                                                           | Parma                                                                | Italia                                                               | 63 - 77                                                              | World Stars                                                          | Amichevole                                                           | 4                                                                    | [ 7 ]                                                                |
| 30/05/2011                                                           | Taranto                                                              | Italia                                                               | 78 - 59                                                              | Svezia                                                               | Amichevole                                                           | 11                                                                   | [ 8 ]                                                                |
| Totale                                                               |                                                                      | Presenze                                                             | 5                                                                    |                                                                      | Punti                                                                | 23                                                                   |                                                                      |

## Palmarès
- Campionato italiano: 3
Taranto Cras Basket: 2008-09; 2009-10; 2011-12
- Coppa Italia: 1
Taranto Cras Basket: 2011-12
- Supercoppa italiana: 2
Taranto Cras Basket: 2009, 2010